# Kazunari Hosaka
Kazunari Hosaka (japanisch 保坂 一成 Hosaka Kazunari; * 24. März 1983 in der Präfektur Tokio) ist ein japanischer Fußballspieler.

## Karriere
Hosaka erlernte das Fußballspielen in der Jugendmannschaft von Verdy Kawasaki und der Universitätsmannschaft der Gakugei-Universität Tokio. Seinen ersten Vertrag unterschrieb er 2005 bei Ventforet Kofu. Der Verein spielte in der zweithöchsten Liga des Landes, der J1 League. Am Ende der Saison 2005 stieg der Verein in die J1 League auf. Am Ende der Saison 2007 stieg der Verein wieder in die J2 League ab. Für den Verein absolvierte er 26 Ligaspiele. 2009 wechselte er zum Ligakonkurrenten Fagiano Okayama. Für den Verein absolvierte er 44 Ligaspiele. 2010 kehrte er zu Ventforet Kofu zurück. 2010 wurde er mit dem Verein Vizemeister der J2 League und stieg in die J1 League auf. Am Ende der Saison 2011 stieg der Verein in die J2 League ab. 2012 wurde er mit dem Verein Meister der J2 League und stieg wieder in die J1 League auf. Für den Verein absolvierte er 117 Ligaspiele.